# Лена Карпунина
Лена Карпунина (на руски: Лена Карпунина) е есперантоезична писателка от Таджикистан (тогава част от Съветския съюз). Родена в днешна Русия, тя израства в таджикската столица Душанбе, след което е принудена да замине за Германия поради гражданската война в Таджикистан. От 2010 г. до смъртта си тя е член на Академията по есперанто, заслужила като признание за нейната дейност в областта на литературата.

## Биография
Лена Карпунина (по рождение Елена) е родена на 17 февруари 1963 г. в Калуга, Руска СФСР, СССР. Тя израства в Душанбе, столицата на днешен Таджикистан. През 1986 г. завършва Таджикския технически университет „Мухамед Асимов“, след което работи за различни фирми в Таджикистан като моторен инженер. През 1988 г. започва да учи есперанто. Тя пътува често до есперантски срещи и конгреси. Заради гражданската война в Таджикистан през 1993 г. се премества в Берлин. От 1997 г. учи немска лингвистика в Хумболтовя университет на Берлин. Докато е в Германия, се омъжва за Герд Бюсинг, немски есперантист. Умира на 4 ноември 2013 г. в Берлин.

## Творчество
Карпунина е известна с приноса си към есперантската литература, която започва да пише в началото на 90-те години на XX век. Тя публикува две книги на есперанто и два сборника с разкази: La Bato („Ударът“) през 2001 г. и Neokazinta Amo („Несподелена любов“) през 2007 г. И двата са публикувани като част от Serio Stafeto (поредица, публикувана от Фламандската есперантска лига). Тя също така сътрудничи на есперантското списание Monato, пишейки под псевдонима REGO.
За своите заслуги печели различни награди в художествените конкурси на Световната есперанто асоциация. През 2010 г. е избрана за член на Академията по есперанто и също така е член на Академията по литература на есперанто, като често участва в нейното литературно списание Beletra Almanako.